# Журавлёв, Александр Андреевич
Александр Андреевич Журавлёв (20 сентября 1929, Красный Яр, Северо-Кавказский край, СССР — 5 марта 2013, Россия, Москва) — советский военачальник, генерал-майор авиации, кандидат военных наук, доцент. Прошел путь от летчика до заместителя командующего Дальневосточной воздушной армией Вооруженных Сил СССР.

## Биография

### Служба в Вооруженных силах СССР
Сентябрь 1945 — июнь 1947 — ученик 10-й Ростовской спецшколы ВВС.
15 ноября 1947 — принял присягу, курсант.
15 августа 1947 — 30 ноября 1950 — Качинское военное авиационное училище лётчиков, лейтенант.
26 февраля 1951 — 9 июля 1956 — лётчик, старший лётчик, Дальневосточного военного округа (остров Сахалин, Южно-Сахалинск, пос. Большая Елань, Хомутово).
9 июля 1956 — 1 сентября 1957 — заместитель командира авиационной эскадрильи Воздушной армии (остров Сахалин, пос. Гастелло), капитан.
1 сентября 1957 — 29 июня 1961 — слушатель академии ВВС в Монино, командный факультет.
29 июня 1961 — 27 июня 1963 — начальник огневой и тактической подготовки (группа советских войск в Германии в городе Пархим), майор.
27 июня 1963 — 20 января 1966 — заместитель командира авиаполка (город Нойруппин).
15 марта 1965 — 15 октября 1965 — лётно-тактические курсы командиров полков 4-го центра боевой подготовки в Липецке.
20 января 1966 — июль 1968 — командир полка (группа советских войск в Германии в городе Финстервальде) подполковник.
Июль 1968 — 5 августа 1970 — слушатель Академии Генерального штаба в Москве, полковник (2 июля 1970).
5 августа 1970 — 1 ноября 1973 — командир смешанной авиационной дивизии Первой Особой Дальневосточной воздушной армии (пос. Возжаевка Дальневосточного военного округа)
4 октября 1973 — получение звания генерал-майор авиации.
1 ноября 1973 — 2 декабря 1976 — заместитель командующего 1-й Особой Дальневосточной Воздушной армии (Хабаровск).
20 сентября 1974 — 20 сентября 1976 — советник Командующего ВВС и ПВО в Ираке.
2 декабря 1976 — октябрь 1979 — начальник кафедры ИА ПВО Академии ВВС им. Ю. А. Гагарина в Монино.
Октябрь 1979 — 24 апреля 1989 — старший преподаватель кафедры оперативного искусства ВВС в Академии Генерального штаба ВС СССР.
24 апреля 1989 года уволен из Вооруженных Сил СССР в запас.
За время летной службы летал на самолётах УТ-2, Як-18, Як-11, Як-3, Як-9, Р-63 «Кинг Кобра», практически всех модификациях самолётов МиГ-15, МиГ-17, Су-7, МиГ-21 и вертолете Ми-8. Подготовил не одну сотню летчиков, а в период преподавательской деятельности — участвовал в обучении руководящего состава вооруженных сил, работающих впоследствии в их штабах и командующими объединениями Сухопутных войск, ВВС и ПВО. Будучи советником командующего ВВС и ПВО Ирака, участвовал в подготовке их руководящего состава в 1974—1976 годах.

### После увольнения
1989—1995 — старший научный сотрудник Учебно-методического отдела Академии Генерального Штаба Вооруженных Сил СССР.
Ноябрь 1993 — май 1994 — сотрудник комитета по работе с пенсионерами в Верховном Совете России (специалист при отработке проекта закона о ветеранах Вооруженных сил).
Скончался 5 марта 2013 года у себя дома в 12 часов 10 минут.

## Награды
За успехи в боевой и политической подготовки лично и руководимыми частями и соединениями ВВС награждён: орденом Красной Звезды (1968 год), орденом Красной Звезды (1957 год), иракским «Орденом ВВС», медалями «За боевые заслуги», «Ветеран Вооруженных Сил», знаками «Отличник Пограничной службы России» 3-й и 2-й степени.